# Гаверина-Терме
Гаверина-Терме (итал. Gaverina Terme) — коммуна в Италии, располагается в регионе Ломбардия, в провинции Бергамо.
Население составляет 925 человек (2008 г.), плотность населения составляет 185 чел./км². Занимает площадь 5 км². Почтовый индекс — 24060. Телефонный код — 035.
Покровителем коммуны почитается святой мученик Виктор Мавр празднование 8 мая.

## Демография
Динамика населения:

## Администрация коммуны
- Официальный сайт: http://www.comune.gaverina-terme.bg.it/